# Lycium morongii
Lycium morongii är en potatisväxtart som beskrevs av Nathaniel Lord Britton. Lycium morongii ingår i släktet bocktörnen, och familjen potatisväxter. Inga underarter finns listade i Catalogue of Life.